# Événement de rupture par effet de marée

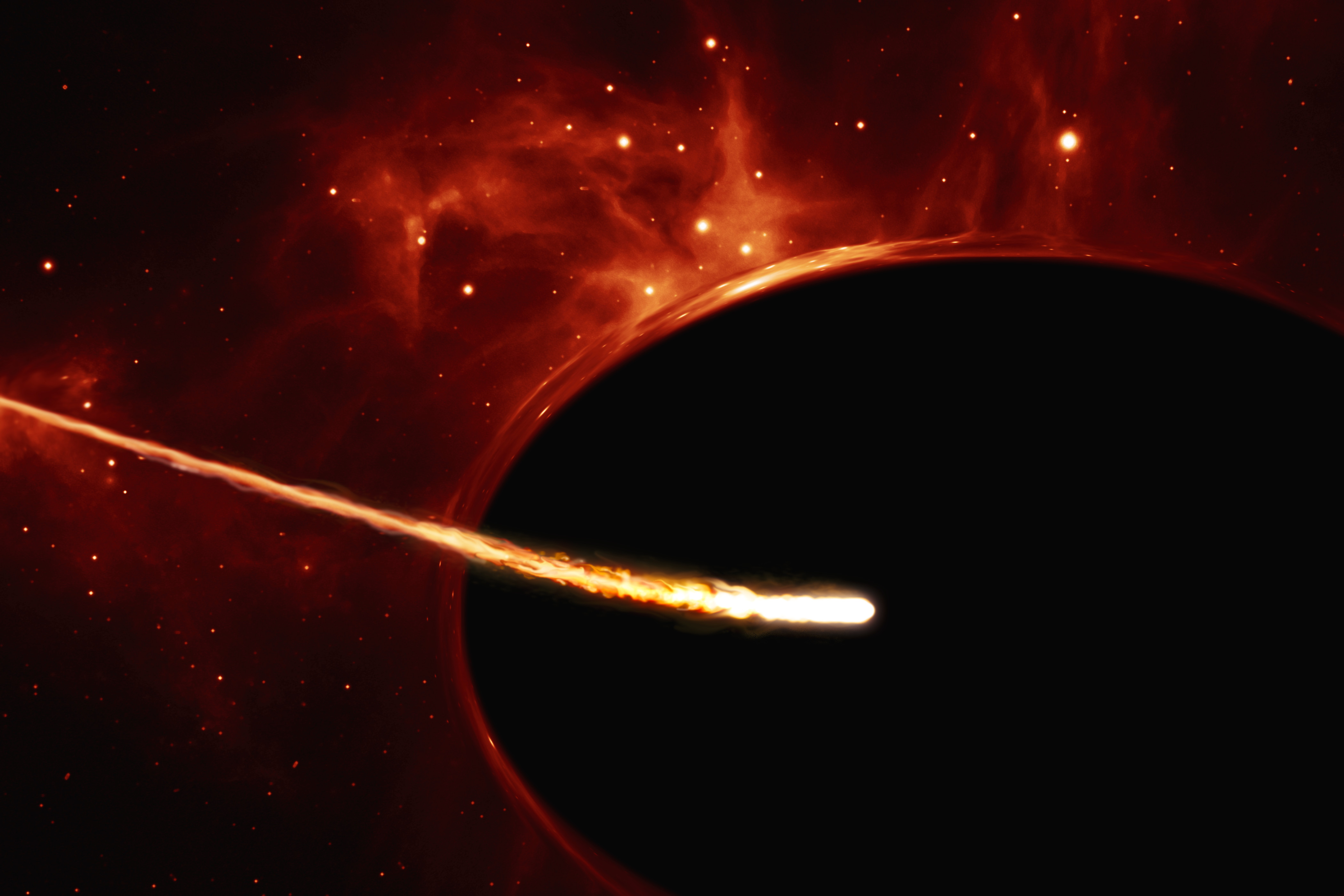
Vue d'artiste d'une étoile passant près de l'horizon d'un trou noir supermassif.

Un événement de rupture par effet de marée, (en anglais tidal disruption event, TDE) est un phénomène astronomique transitoire qui se produit lorsqu'une étoile traverse le rayon de Roche d'un trou noir (moins de 300 millions de masses solaires, sous la limite de Hill) et se rapproche suffisamment de l'horizon des événements pour être déformée puis déchirée par les forces de marée du trou noir,.

## Historique

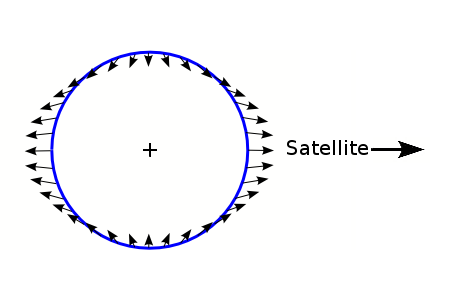
Effet de marée : effets sur un corps sphérique dans un champ de gravitation produit par une source à droite (ou à gauche) du diagramme. Des flèches plus longues indiquent des forces plus fortes.

L'idée de l'existence de perturbations engendrées par les forces de marées exercées par les trous noirs supermassifs situés au sein des noyaux galactiques est soulevée en 1976 notamment par Juan Frank et Martin F. Rees de l'Institut d'Astronomie de Cambridge, mais à l'époque il ne s'agissait que d'un concept soutenu par aucun modèle précis ni simulation numérique.
Ce manquement suscita l'intérêt des astrophysiciens Jean-Pierre Luminet et Brandon Carter de l'Observatoire de Paris, qui proposèrent les premières solutions dans la revue "Nature" en 1982, dans la revue "Astronomy & Astrophysics" en 1983 et dans la revue "Astrophysical Journal Supplement" en 1986, article dans lequel ils étudient tous les cas de TDE et pas seulement les 10% produisant des spaghettifications.
L'interprétation théorique des TDE fut finalement décrite en 2004 par Stefanie Komossa de l'Institut Max-Planck de physique extraterrestre. Citons également les travaux des équipes de Suvi Gezari (2006), Geoffrey C. Bower (2011), J. Guillochon et E.Ramirez-Ruiz (2015) et plus récemment de Jane Dai (2018).
En septembre 2016, une équipe de l'université de sciences et technologie de Chine annonce avoir observé un TDE à l'aide de données du Wide-Field Infrared Survey Explorer. Une autre équipe de l'université Johns-Hopkins a découvert trois événements supplémentaires. Dans chaque cas, les astronomes postulent que le jet produit par l'étoile mourante émet du rayonnement en ultraviolet et en rayons X. Ce dernier, absorbé par la poussière entourant le trou noir, serait réémis dans le domaine de l'infrarouge. C'est avec ce rayonnement infrarouge que les TDE observés ont été détectés,,.
En 2018, un total de 87 TDE ont été répertoriés dont ASASSN-15lh (SN 2015L).